# Viorica Vodă
Viorica Vodă (n. 3 ianuarie 1977, Văleni, raionul Cahul, RSS Moldovenească, URSS) este o actriță română de teatru și film.
A absolvit Universitatea Națională de Artă Teatrală și Cinematografică „Ion Luca Caragiale” din București în 1999, iar debutul în film l-a avut un an mai târziu, în București-Wien 8:15. În teatru, a jucat în piesa Dulcea pasăre a tinereții la Teatrul Național din București.
În 2022, ținând un discurs pe scena Premiilor Gopo alături de echipa filmului Filantropica regizat de Nae Caranfil, cu ocazia aniversării a 20 de ani de lansarea peliculei, Vodă a mărturisit că a fost victimă a hărțuirii sexuale în industria cinematografică, mai ales după rolul său în acest film.

## Filmografie
- 2000: București-Wien 8:15
- 2002: Filantropica – Diana
- 2004: Sex Traffic (serial) – Natasha
- 2005: Snuff-Movie – Teeth
- 2006: Bolnava de iubire – Elena
- 2006: Vocea Inimii (serial) – Eugenia
- 2017: Chers Amis (scurtmetraj) – mama
- 2021: Mama ta nu trebuie să știe asta (scurtmetraj) – Ana Ionescu